# تريفور ليو
تريفور ليو (بالإنجليزية: Trevor Leo)‏ هو لاعب كرة قدم أسترالية أسترالي، ولد في 1936.

## وصلات خارجية
- تريفور ليو على موقع AustralianFootball.com (الإنجليزية)